# 2006年3月广东

## 3月30日
- 中国最先进精细化工研发中心落户南沙。广州日报

## 3月26日
- 2010年广州将要建成的建筑高度达610米，集旅游、观光为一体的标志性建筑——广州电视观光塔现在征名。广州日报

## 3月25日
- 第二条广深高速公路举行开工典礼，计划2009年建成通车。搜狐（页面存档备份，存于）

## 3月18日
- 广东省副省长佟星在梅州市调研煤矿关闭工作时强调，广东省近期将从煤矿行业退出去。新华网

## 3月17日
- 据深圳市财政局提供的数据，“十五”期间（2001年至2005年），深圳累计向中央财政净贡献超过3000亿元人民币。新华网

## 3月15日
- 广东省纪委、监察厅通报去年6月10日发生，造成31人死亡的汕头市“6·10”特别重大火灾事故的处理情况，22名公职人员受到处分，华南宾馆法人代表陈炎生等8人已移交司法机关依法处理。新华网

## 3月12日
- 广州首例人禽流感确诊患者的124名密切接触者和一般接触者解除医学观察，人禽流感Ⅲ级应急响应结束。新华网

## 按月存档的广东新闻动态
- 2006年：3月、4月、5月、6月、7月、8月、9月、10月、11月、12月
- 2007年：1月、2月
- 2008年
- 2009年：8月